# Verano
Vöran tiếng Ý: Verano; tiếng Đức: Vöran; Archaic (1186): Verano) là một đô thị ở tỉnh Bolzano-Bozen trong vùng Trentino-Alto Adige/Südtirol của Ý, có vị trí cách khoảng 60 km về phía bắc của thành phố Trento và khoảng 14 km về phía tây bắc của thành phố Bolzano. Tại thời điểm ngày 31 tháng 12 năm 2004, đô thị này có dân số 890 người và diện tích là 22,1 km².
Vöran giáp các đô thị: Hafling, Mölten, Merano, Burgstall, và Sarntal.